# La bella (Tiziano)
La Bella es un cuadro del pintor italiano Tiziano. Está realizado en óleo sobre lienzo, y fue pintado hacia 1536, encontrándose actualmente en el Palacio Pitti, en Florencia, Italia.
Este es un retrato ejecutado por Tiziano en su época de madurez. Representa a una bella dama desconocida, con una proporción ideal formal y una fuerza expresiva natural, lo que hace que pueda calificarse estilísticamente aún dentro del Alto Renacimiento.
La composición es clara. La animan finos desplazamientos rítmicos en el espacio y en la superficie.